# Processus (nouvelle)
Pour les articles homonymes, voir Processus.
Processus (titre original : Process) est une nouvelle de science-fiction écrite par A. E. van Vogt. Elle a également été publiée en France sous le titre Bucolique. C'est l'une des nouvelles les plus connues et les plus éditées de l’auteur.

## Résumé
Sur une planète, il y a des Forêts conscientes et intelligentes. Pour survivre face à leurs concurrentes, elles ont développé des stratégies de lutte, de contournement ; elles connaissent la paix comme la guerre. 
Un jour, une Forêt (qui est le personnage central, « l'héroïne » de la nouvelle) détecte l'arrivée de « quelque chose » qui vient, non pas d'une forêt voisine, mais de la voûte des cieux. Il s'agit d'un vaisseau spatial : certes la Forêt ne sait pas ce que c'est, mais elle a compris que c'était un ennemi à abattre. 
Elle s'en prend au vaisseau spatial et, ignorant sa nature, entreprend de le détruire par l'emploi de micro-racines. Le vaisseau se dégage en anéantissant toute une zone de forêt avec une terrible énergie destructrice. La Forêt se souvient alors de la source de l'énergie et entreprend de remonter à la surface un minerai, qu'ensuite l'ennemi recueille grâce à des robots. Le vaisseau envolé, la Forêt conclut que le minerai, de l'uranium 235, pourrait servir à fabriquer des armes.
Munie de ces armes, elle anéantit les défenses d'une forêt voisine, s'empare du territoire et met un certain temps pour « digérer » sa voisine. Quand elle s'en prend à une autre forêt, celle-ci riposte par l'emploi d'armes nucléaires. Un modus vivendi tacite s'installe, non sans que les deux forêts aient manqué de périr.
Et par la suite, chaque fois qu'un vaisseau spatial reviendra se poser sur cette planète, il fera naître et redécouvrir aux forêts des souvenirs enfouis.

## Titre
Le titre Processus évoque l'idée de quelque chose d'inéluctable, qui ne peut qu'avoir lieu et se répéter.
La nouvelle donne aussi implicitement à penser que sur Terre, durant la Guerre froide (1947-1991), les blocs opposés, occidental et soviétique, pouvaient être engagés dans le même type de processus, avec une confrontation finale et apocalyptique inéluctable.
L'autre titre de publication, Bucolique, joue sur le terme champêtre et pacifique lié aux forêts, au monde végétal, avec la teneur du récit, qui relate des conflits avec notamment l'usage d'armes atomiques.

## Publications

### Publications aux États-Unis
La nouvelle est initialement parue en 1950 dans The Magazine of Fantasy & Science Fiction.

### Publications en France
La première traduction en français a eu lieu en 1956 dans Fiction no 34, éditions OPTA, sous le titre Bucolique. 
Elle a été publiée sous le titre Bucolique dans différentes anthologies : Univers de la science-fiction (1957), Les Vingt Meilleurs Récits de science-fiction (1964), Les Chefs-d'œuvre de la science-fiction (1970), La Montagne sans nom et autres récits sur la nature (1981), Histoires de mondes étranges (1984) et 1938-1957, l'âge d'or (2000).
Elle a été publiée sous le titre Processus dans le recueil originel Après l'éternité (1972), dans l'anthologie Le Livre d'or de la science-fiction : A. E. van Vogt (1980) ou Futur parfait (1988) et dans Nouvelles des siècles futurs (2004).

### Publications dans d'autres pays occidentaux
La nouvelle est aussi parue dans d'autres pays occidentaux, dans lesquels son titre a été traduit de la manière suivante :
- en italien : La Foresta (1957)[2] puis Bucolica (1960)[3]
- en néerlandais : Proces (1972)[4]
- en allemand : Ein Prozeß (1985)[5]
- en roumain : Pădurea (1985)[6]